# Менталітет краба

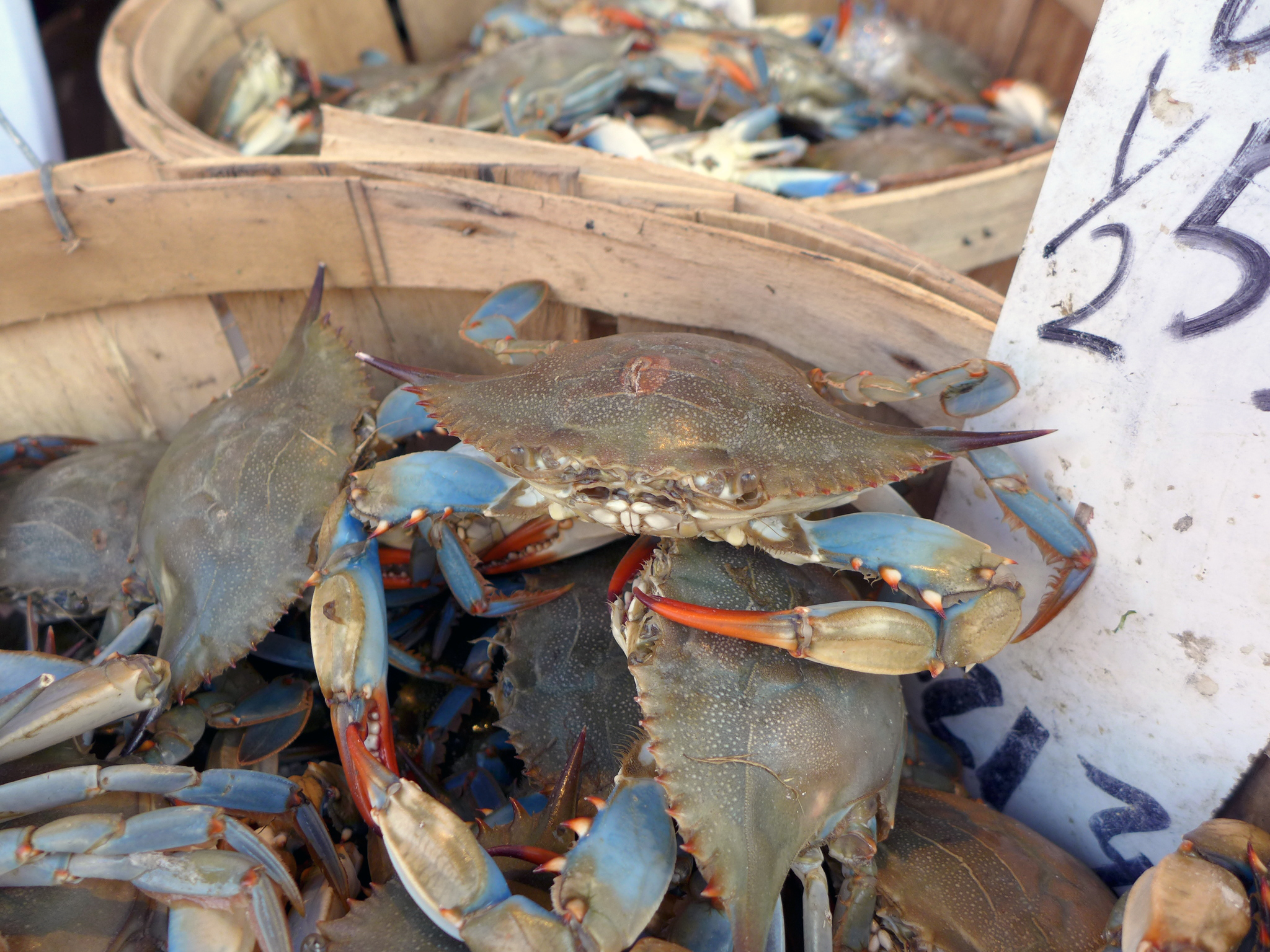
Відро живих крабів

Менталітет краба, краби у відрі, або теорія крабів — це спосіб мислення, що найкраще описується фразою: «якщо я не можу мати це, то і ти не зможеш». Ця метафора описує відро живих крабів, деякі з яких могли б легко втекти, але інші краби тягнуть їх вниз, щоб запобігти втечі, забезпечуючи колективну загибель.
Аналогія в поведінці людини полягає в тому, що члени групи будуть намагатися зменшити впевненість у собі будь-якого члена, який домагається успіху поза іншими людьми. Таким чином, менталітет краба має деякі спільні риси з подібним явищем людської поведінки, яке називається синдромом високого маку.

## Вплив на продуктивність
Вплив менталітету краба на продуктивність був визначений у дослідженні в Новій Зеландії в 2015 році, яке продемонструвало зростання на 18% середнього балу студентів, коли їхні оцінки були оголошені таким чином, що не дозволяв іншим дізнатися їхню позицію в опублікованих рейтингах.